# Francisco Bergamín y García
Francisco Bergamín y García (Campillos, província de Màlaga, 6 d'octubre de 1855 - Madrid, 13 de febrer de 1937) va ser un advocat i polític espanyol, ministre d'Instrucció Pública i Belles arts, de Governació, d'Hisenda i d'Estat durant el regnat d'Alfons XIII.

## Biografia
Casat amb Rosario Gutiérrez López, va tenir tretze fills, entre ells l'escriptor José Bergamín i l'arquitecte Rafael Bergamín.
Periodista en la seva joventut, com a polític va arribar a ser diputat per la seva ciutat d'origen. Va ser, a més, catedràtic —va ingressar molt jove en l'escalafó de Comerç, amb 25 anys, i va formar part del Claustre de professors de l'Escola de Comerç de la capital— i jurista. Es va exercir com a degà del Col·legi d'Advocats de Madrid.
Catedràtic de Dret Mercantil des de 1895, va ser membre del Partit Liberal Conservador. Va iniciar la seva carrera política com a diputat per Màlaga en les eleccions de 1886, escó que tornaria a obtenir en les successives fins a passar, en 1914, al Senat com a membre vitalici.
Va ser director general d'Hisenda en el Ministeri d'Ultramar, vicepresident del Congrés i conseller d'Instrucció Pública; Eduardo Dato el va nomenar ministre d'Instrucció Pública i Belles arts (27 d'octubre de 1913 - 11 de desembre de 1914), de Governació (5 de maig - 1 de setembre de 1920), d'Hisenda (8 de març - 4 de desembre de 1922) i, finalment, des d'aquesta última data ocuparà per sol tres dies la cartera de ministre d'Estat. D'ell escriuria José Ortega y Gasset a El Sol, el 12 de maig de 1920: "En el gabinet hi ha dos homes infinitament intel·ligents i infinitament temibles: un és el senyor Bergamín, un malagueny fred". El Col·legi Bergamín de Màlaga, fundat en 1916, fou batejat amb el seu cognom en honor seu.